# Wapen van Driebruggen

Wapen van Driebruggen

Het wapen van Driebruggen werd op 20 september 1965 per Koninklijk Besluit aan de Zuid-Hollandse gemeente Driebruggen  toegekend. De gemeente ontstond op 1 februari 1964 door samenvoeging van de voormalige gemeenten Lange Ruige Weide (grotendeels, met o.a. het dorp Hogebrug) , Waarder (grotendeels), Papekop en Hekendorp. In 1989 werd Driebruggen een onderdeel van de gemeente Reeuwijk. Het wapen van Driebruggen is daardoor komen te vervallen. Uit het wapen van Driebruggen kwamen de drie woerden uit het wapen van Waarder in het nieuwe gemeentewapen. Bij deze gemeentelijke herindeling werden Papekop, Hekendorp (grotendeels) en Ruigeweide bij Oudewater (provincie Utrecht) gevoegd. Vanaf 1 januari 2011 maakt Driebruggen deel uit van de nieuwe gemeente Bodegraven-Reeuwijk. In het wapen van Bodegraven-Reeuwijk zijn geen elementen uit het wapen van Driebruggen overgenomen.

## Blazoenering
De blazoenering van het wapen luidde als volgt:
Gevierendeeld : I in azuur een woerd van zilver, gebekt van goud, II in zilver een molenijzer van sabel, III in zilver een in de richting van een linkerschuinbalk geplaatste droogscheerdersschaar van sabel, IV in keel een bisschopsmuts van goud, gevoerd van azuur en versierd met robijnen en smaragden. Het wapen gedekt met een gouden kroon van 3 bladeren en 2 paarlen.
De heraldische kleuren zijn azuur (blauw), zilver (wit), goud (geel), sabel (zwart) en keel (rood). De kroon op dit wapen is een gravenkroon.

## Geschiedenis
Het wapen is samengesteld uit elementen uit de voormalige wapens van Waarder, Hekendorp, Lange Ruige Weide en Papekop. Hiervan was uitsluitend het wapen van Waarder officieel door de Hoge Raad van Adel aan de plaats toegekend, de andere wapens waren officieus in gebruik. In I staat een woerd uit het wapen van Waarder, in II een molenijzer uit het wapen van Hekendorp, in III de droogscheerdersschaar uit het wapen van Lange Ruige Weide en in IV de bisschopsmijter uit het wapen van Papekop. Hierbij is voor het wapen van Hekendorp teruggekeerd naar de vermoedelijk oorspronkelijke vorm: het molenijzer. Het wapen van Hekendorp werd vaak getekend met zes paarsgewijs gekoppelde hoefijzers. De kleuren werden voor alle wapens gewijzigd.

## Verwante wapens

Het wapen van Waarder
Het wapen van Hekendorp
Het wapen van Lange Ruige Weide
Het wapen van Papekop
Het wapen van Reeuwijk

Ter Aar
· Aarlanderveen
· Abbenbroek
· Abtsregt
· Alkemade
· Alphen
· Ameide
· Ammerstol
· Arkel
· Asperen
· Benthuizen
· Bergambacht
· Bergschenhoek
· Berkel en Rodenrijs
· Berkenwoude
· Bernisse
· Biert
· Binnenmaas
· Bleiswijk
· Bleskensgraaf
· Bleskensgraaf en Hofwegen
· Bodegraven
· Boskoop
· Brandwijk
· Brielle
· Broek, Thuil en 't Weegje
· Charlois
· Cillaarshoek
· Cromstrijen
· De Lier
· De Mijl
· Delfshaven
· Den Bommel
· Dirksland
· Driebruggen
· Dubbeldam
· Everdingen
· Geervliet
· Giessen-Nieuwkerk
· Giessenburg
· Giessendam
· Giessenlanden
· Goedereede
· Gouderak
· Goudriaan
· Goudswaard
· Graafstroom
· 's-Gravendeel
· 's-Gravenzande
· Groot-Ammers
· Groote Lindt
· Haastrecht
· Hagestein
· Hardinxveld
· Hazerswoude
· Heenvliet
· Heer Oudelands Ambacht
· Heerjansdam
· Hei- en Boeicop
· Heinenoord
· Hekelingen
· Hekendorp
· Herkingen
· Hillegersberg
· Hellevoetsluis
· Hodenpijl
· Hoek van Holland
· Hof van Delft
· Hoogblokland
· Hoornaar
· IJsselmonde
· Jacobswoude
· Kamerik
· Katendrecht
· Kedichem
· Kethel en Spaland
· Kijfhoek
· Klaaswaal
· Kleine Lindt
· Korendijk
· Koudekerk aan den Rijn
· Kralingen
· Krimpen aan de Lek
· Lange Ruige Weide
· Langerak
· Leerbroek
· Leerdam
· Leidschendam
· Leimuiden
· Lekkerkerk
· Lexmond
· Liemeer
· Loosduinen
· Liesveld
· Maasdam
· Maasland
· Meerkerk
· Melissant
· Middelharnis
· Mijnsheerenland
· Moerkapelle
· Molenaarsgraaf
· Molenwaard
· Monster
· Moordrecht
· Naaldwijk
· Nederlek
· Niemandsvriend
· Nieuw-Beijerland
· Nieuw-Helvoet
· Nieuw-Lekkerland
· Nieuwe-Tonge
· Nieuwenhoorn
· Nieuwerkerk aan den IJssel
· Nieuwland
· Nieuwpoort
· Nieuwveen
· Noordeloos
· Noordwijkerhout
· Nootdorp
· Numansdorp
· Onwaard
· Ooltgensplaat
· Oostflakkee
· Oostvoorne
· Ottoland
· Oud-Alblas
· Oud-Beijerland
· Ouddorp
· Oude-Tonge
· Oudenhoorn
· Ouderkerk
· Ouderkerk aan den IJssel
· Oudewater
· Oudshoorn
· Overschie
· Papekop
· Pernis
· Peursum
· Piershil
· Pijnacker
· Poortugaal
· Puttershoek
· Reeuwijk
· Rhoon
· Rijnsaterwoude
· Rijnsburg
· Rijnwoude
· Rijsoord
· Rockanje
· Roxenisse
· Rozenburg
· Sandelingen-Ambacht
· Sassenheim
· Schelluinen
· Schiebroek
· Schipluiden
· Schoonhoven
· Schoonrewoerd
· Schuddebeurs en Simonshaven
· Sint Anthoniepolder
· Sint Maartensregt
· Sluipwijk
· Sommelsdijk
· Spijkenisse
· Stad aan 't Haringvliet
· Stellendam
· Stolwijk
· Stompwijk
· Stormpolder
· Streefkerk
· Strevelshoek
· Strijen
· Ter Aar
· Tienhoven
· Valkenburg
· Veur
· Vianen
· Vierpolders
· Vlaardingerambacht
· Vliet
· Vlist
· Voorburg
· Voorhout
· Vrijenban
· Waarder
· Warmond
· Wateringen
· Westmaas
· Westvoorne
· Wieldrecht
· Wijngaarden
· Woerden
· Woubrugge
· 't Woudt
· Zederik
· Zegwaart
· Zevenhoven
· Zevenhuizen
· Zevenhuizen-Moerkapelle
· Zouteveen
· Zuid-Beijerland
· Zuidbroek
· Zuidland
· Zwammerdam
· Zwartewaal

Heerlijkheidswapens:
ter Aa
· Albrandswaard
· Biesland
· Cromstrijen
· Duivenvoorde
· 's-Gravenambacht
· Hoog- en Wout-Harnas
· Langerak bezuiden de Lek
· Lek en Stormpolder
· Nederslingeland
· West-Nieuwland
· Oosterwijk
· Spieringshoek
· Vliet
· Voshol
· Vrijenban
· Vrijenhoeve
· Wieldrecht